# Cự Khối
Cự Khối là một phường thuộc quận Long Biên, thành phố Hà Nội, Việt Nam.
Phường Cự Khối được thành lập năm 2003 trên cơ sở toàn bộ 486,94 ha diện tích tự nhiên và 5.652 người của xã Cự Khối, huyện Gia Lâm.

## Địa lý
Địa giới hành chính phường Cự Khối: 
- Đông giáp huyện Gia Lâm
- Tây giáp phường Long Biên
- Nam giáp quận Hoàng Mai
- Bắc giáp các phường Long Biên, Thạch Bàn.[1]

## Di tích
- Đình Hạ Trại thuộc thôn Thống Nhất là nơi thờ vị tướng nhà Đinh tên gọi Lã Lang Đế có công phù tá cho Đinh Bộ Lĩnh dẹp loạn 12 sứ quân.
- Đình Thổ Khối có từ trước năm 1730, bên trong thờ 6 vị thành hoàng trong đó có 3 vị là tướng nhà Đinh: Bạch Đa đại vương, Dị Mệ đại vương và Đào thành hoàng có công dẹp loạn 12 sứ quân.

## Danh nhân
- Đặng Phúc Thông (1906-1951), người phường Cự Khối, quận Long Biên, thành phố Hà Nội.